# Andries Both

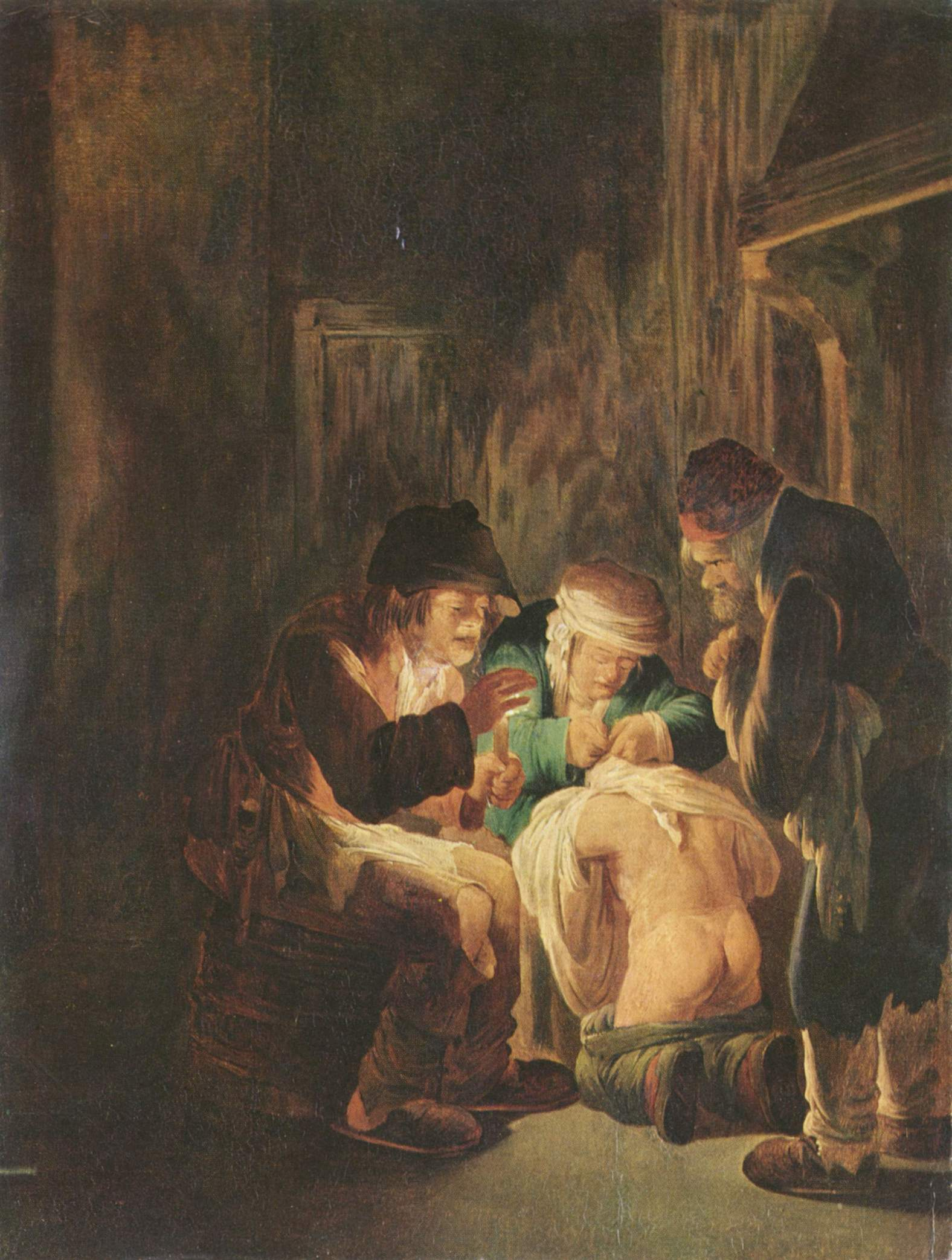
Polowanie na wszy przy świetle świecy, Muzeum Sztuk Pięknych Budapeszt, 1630

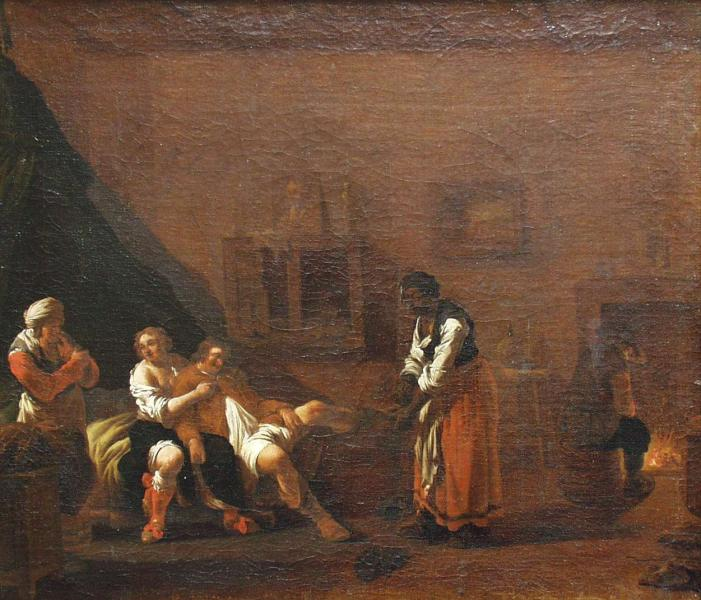
Scena w domu publicznym

Andries Both (ur. ok. 1612/13 w Utrechcie, zm. 23 marca 1642 w Wenecji) – holenderski malarz rodzajowy; brat Jana Botha.
Jego ojciec był malarzem szkła, Andries uczył się u malarza Abrahama Bloemaerta i w 1633 wyjechał do Rouen we Francji. W latach 1635–1641 przebywał w Rzymie, gdzie działał w środowisku malarzy pochodzenia niderlandzkiego i flamandzkiego tworzących grupę artystyczną Schildersbent. W 1638 dołączył do niego jego brat Jan, który pozostał w Rzymie 4 lata. W 1641 bracia udali się w podróż powrotną do Utrechtu i zatrzymali się w Wenecji, gdzie Andries utonął w kanale.
Artysta malował przede wszystkim scenki rodzajowe określane jako bambocciaty. Pod wpływem malarza Pietera van Laera przedstawiał życie niższych warstw społecznych, miejskiej biedoty i chłopów. Były to sceny pełne rubasznego humoru, często groteskowe i szokujące wykwintnych koneserów.